# Laemophloeus incisus
Laemophloeus incisus is een keversoort uit de familie dwergschorskevers (Laemophloeidae). De wetenschappelijke naam van de soort werd in 1899 gepubliceerd door David Sharp.

## Synoniemen
- Laemophloeus catharinensis Kessel, 1926
- Laemophloeus similans Kessel, 1926